# احمد اویحیی
احمد اویحیی (عربی: أحمد أويحيى؛ زادهٔ ۲ ژوئیهٔ ۱۹۵۲) یک سیاستمدار است که از ۱۶ اوت ۲۰۱۷ تا ۱۲ مارس ۲۰۱۹ نخست‌وزیر الجزایر بوده‌است، وی پیش از این نیز در سه دوره از ۱۹۹۵ تا ۱۹۹۸، از ۲۰۰۴ تا ۲۰۰۶، و از سال ۲۰۰۸ تا ۲۰۱۲ نخست‌وزیر بوده‌است. او همچنین به عنوان وزیر دادگستری خدمت کرده و یکی از بنیانگذاران رالی ملی برای دموکراسی (RND) و همچنین دبیر کل حزب بود. او توسط ناظران غربی در نظر گرفته می‌شود که نزدیک به ارتش الجزایر و یکی از اعضای جناح «ریشه‌کن کننده» در جنگ داخلی با ستیزه جویان اسلامگرا است.

## دوران کودکی و تحصیلات
احمد اویحیی در تاریخ ۲ ژوئیه ۱۹۵۲ در روستای بوآدنن در استان تییزیووزو در منطقه کابیلی الجزایر متولد شد. پس از تحصیلات ابتدایی در الجزایر، او تحصیلات متوسطه‌ای را در دبیرستان الادریسی در الجزیره دنبال کرد. احمد اویحیی مدرک لیسانس خود را در سال ۱۹۷۲ به دست آورد. در سال ۱۹۷۲ احمد اویحیی به مدرسه ملی مدیریت و تخصصی در دیپلماسی پیوست و در سال ۱۹۷۶ فارغ‌التحصیل شد و خدمات نظامی خود را از ۱۹۷۶ تا ۱۹۷۸ گذراند.

## فعالیتهای سیاسی
در سال ۱۹۷۹ احمد اویحیی به وزارت امور خارجه پیوست و در بخش امور آفریقا مشغول کار شد. در سال ۱۹۸۰ او به عنوان مشاور در امور خارجی به سفیر الجزایر در ساحل عاج، تا سال ۱۹۸۲ منصوب شد. در سال ۱۹۸۲ او به عنوان مشاور امور خارجی در هیئت دائمی الجزایر در مقر سازمان ملل در نیویورک منصوب شد و در سال ۱۹۸۸ مدیر کل بخش آفریقایی وزارت امور خارجه و او مشاور وزیر امور خارجه ۱۹۹۰–۱۹۹۱ بود.
او تا سال ۱۹۹۱ در رأس بخش آفریقا بود تا اینکه در این سال به عنوان سفیر در کشور مالی برگزیده شد. او از سال ۱۹۹۲ تا ۱۹۹۳ در این منصب کار کرد. در این مدت به مذاکراتی کمک کرد که منجر به توافق صلح در جریان شورش «طوارق» بین دولت مالی به ریاست آلفا عمر کناره با جنبش طوارق شد. البته عمر این «معاهده ملی» کوتاه بود.
در اوت ۱۹۹۳ احمد اویحیی به الجزیره فراخوانده شد تا در دولت ریاض ملک به عنوان معاون وزارت خارجه در امور آفریقایی و عربی و دبیر همکاری و امور مغربی خدمت کند.
در آوریل ۱۹۹۴ کاندیدای نخست وزیری در دوران ریاست جمهوری لیامین زروال شد.

## نخست وزیری
روز چهارشنبه ۱۶ اوت ۲۰۱۷ طی یک مراسم رسمی «احمد اویحیی» نخست وزیری جدید الجزایر را از «عبدالمجید تبون» نخست وزیر سابق تحویل گرفت.
روز سه شنبه عبدالمجید تبون نخست وزیر این کشور توسط عبدالعزیز بوتفلیقه رئیس جمهور الجزایر بعد از گذشت ۷۹ روز از فعالیتش برکنار شد و احمد اویحیی مدیر دفتر خود را جایگزین او کرد. دولت تبون در ۲۵ می‌گذشته تشکیل شد و به همین دلیل دولت تبون کوتاه‌ترین دولت در تاریخ الجزایر لقب می‌گیرد. برکناری تبون چند ساعت بعد از بازگشت وی از تعطیلات طولانی مدتش و هم چنین رفت‌وآمدهایش در فرانسه و ترکیه و مولداوی صورت گرفت.